# Velika nagrada Gorenjske
Velika nagrada Gorenjske (angleško Grand Prix  Slovenia) je enodnevna cestno kolesarska dirka, ki jo organizira Kolesarska zveza Slovenije. Dirka je vpisana na UCI Europe Tour in je registrirana kot UCI kategorija 1.2. 
VN Gorenjske je bila prvič izvedena 30. maja 2021. Skupno je bila razgiban trasa dolga 170,4 km in se je odvijala v okolici Kamnika in Cerkelj na Gorenjskem.

## Pregled
| Leto | Zmagovalec                                  | 2. mesto                                | 3. mesto                                 | Leteči cilji                         | Dolžina | Čas zmagovalca | Viri  |
| ---- | ------------------------------------------- | --------------------------------------- | ---------------------------------------- | ------------------------------------ | ------- | -------------- | ----- |
| 2021 | Mirco Maestri (Bardiani–CSF–Faizanè)        | Felix Ritzinger (WSA KTM Graz)          | Michal Schlegel (Elkov–Kasper)           | David Per (Adria Mobil)              | 170,4   | 3:52:28        | [ 1 ] |
| 2022 | Patryk Stosz (Voster ATS Team)              | Tilen Finkšt (Adria Mobil)              | Daniel Babor (Elkov–Kasper)              | Matic Žumer (mebloJOGI Pro-concrete) | 171,8   | 3:52:48        | [ 2 ] |
| 2023 | Davide De Cassani (Cycling Team Friuli ASD) | Martin Messner (WSA KTM Graz p/b Leomo) | Alexander Hajek (Tirol KTM Cycling Team) |                                      | 145,3   | 3:32:08        | [ 3 ] |
| 2024 | Michal Schuran (ATT Investments)            | Jakub Riman (Pierre Baguette Cycling)   | Emanuel Zangerle (Team Felt–Felbermayr)  |                                      | 145,3   | 3:27:41        | [ 4 ] |